# Lusernguldmal
Lusernguldmal (Phyllonorycter insignitellus) är en fjärilsart som först beskrevs av Philipp Christoph Zeller 1846.  Lusernguldmal ingår i släktet guldmalar, och familjen styltmalar. Arten är reproducerande i Sverige.